# Supercar (sportwagen)

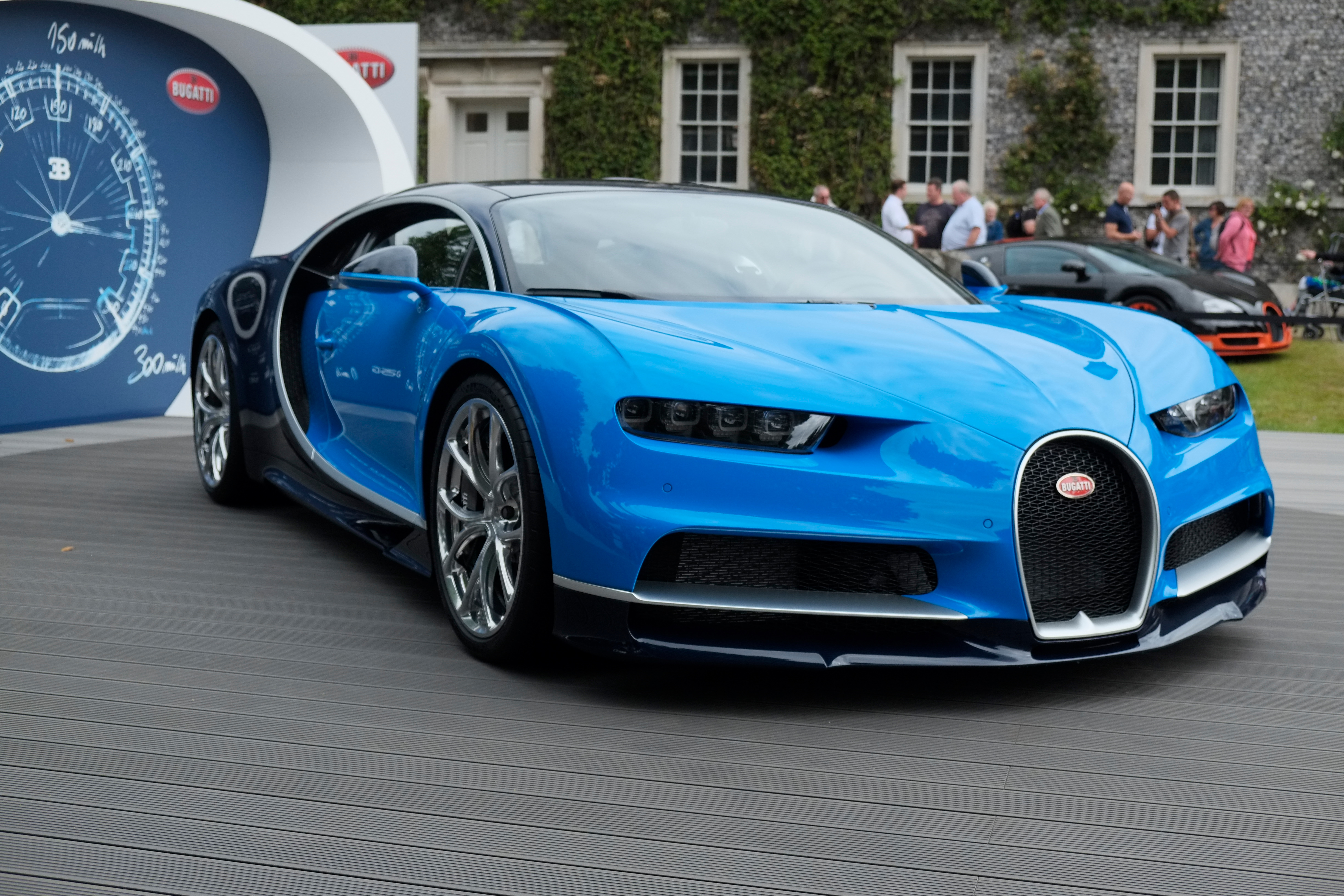
Bugatti Chiron

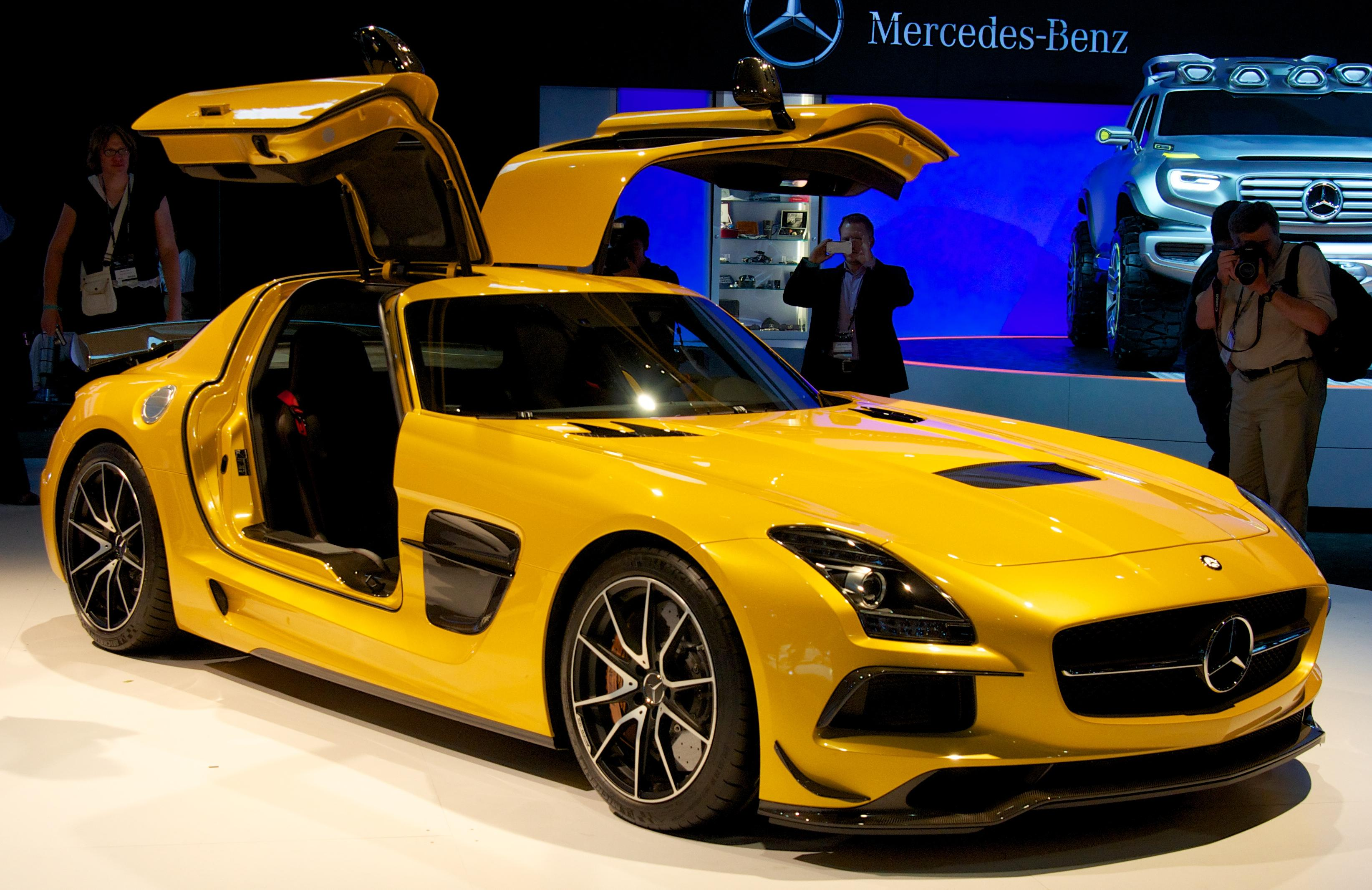
Mercedes-Benz SLS AMG Black Series

Een supercar (ook wel supersportwagen) is meestal een tweedeurs coupé of cabrioletsportwagen voorzien van een motor met een hoog vermogen. De carrosserie heeft een lage luchtweerstand. Dit type auto is over het algemeen exclusief en prijzig.

## Hypercar
Een andere term voor een hoogwaardige sportwagen is "hypercar", die term wordt soms gebruikt om de meest exclusieve supercars te beschrijven. Er bestaat geen vaste definitie voor wat een hypercar precies is. Een poging daartoe is "een supercar van topklasse in beperkte productie met een prijs van meer dan 1 miljoen dollar".

## Lijst
Hieronder een aantal supercars die in 2025 geproduceerd werden:
Alle opgaven betreffen het sterkst gemotoriseerde model.
| Model                      | Vermogen (PK) | Vermogen (kW) | Topsnelheid (km/h) | 0 naar 100 km/h (s) |
| -------------------------- | ------------- | ------------- | ------------------ | ------------------- |
| Aston Martin Vanquish 2025 | 700           | 515           | 320                | 3,2                 |
| Donkervoort F22            | 500           | 368           | 290                | 2,5                 |
| Ferrari 296 Speciale       | 740           | 544           | 330                | 2,7                 |
| Ferrari 12Cilindri         | 830           | 610           | 340                | 2,9                 |
| Lamborghini Revuelto       | 1.015         | 747           | 314                | 3,1                 |
| McLaren 750S               | 750           | 552           | 332                | 2,8                 |
| Rimac Nevera               | 1.914         | 1.408         | 412                | 1,85                |